# 毕店镇
毕店镇，是中华人民共和国河南省南阳市唐河县下辖的一个乡镇级行政单位。

## 行政区划
毕店镇下辖以下地区：
西古城村、肖棚村、郑岗村、靳岗村、王西甫村、张心一村、常赵庄村、张延令村、沙河铺村、陈马庄村、大姚岗村、杨家柳村、凤凰树村、洪庙村、老谢庄村、大阮庄村、仝岗村、柿树元村、老店村、夏庄村、王李棚村、毕店村和凌岗新村。